# Arthur Mills, III barón de Hillingdon
Arthur Robert Mills (13 de octubre de 1891 – 5 de diciembre de 1952), III barón de Hillingdon, fue un político británico del Partido Conservador, segundo hijo de Charles Mills, II barón de Hillingdon, y de Alice Marion Harbord, hija de Charles Harbord, V barón de Suffield. Su hermano mayor, Charles Thomas, murió en 1915 y él le sucedió como Miembro del Parlamento por Uxbridge hasta 1918.
Se casó con Edith Mary Winifred Cadogan, hija de Henry Cadogan, vizconde de Chelsea, en 1916 y tuvieron cinco hijos: Penelope Ann, Ursula Sibyl, Charles Hedworth, Marygold y James Herbert.